# 'Ammit̠tamru II
'Ammit̠tamru II (... – XVI secolo a.C.) è stato l'ultimo re amorreo di Ugarit.